# 鈴木文次郎
鈴木 文次郎（すずき ぶんじろう、1875年（明治8年）12月12日 - 1943年（昭和18年）11月20日）は、大日本帝国陸軍の軍人。最終階級は陸軍少将。

## 経歴
東京府出身。1896年（明治29年）11月、陸軍士官学校（第8期 計292名）を卒業し、1897年（明治30年）6月、騎兵少尉に任官。1913年（大正2年）1月15日に騎兵第25連隊長に就任し、1918年（大正7年）7月24日に騎兵大佐に昇進して軍馬補充部七戸支部長(現 青森県上北郡天間林村)となる。1921年（大正10年）7月20日に騎兵第16連隊長を経て、1922年（大正11年）8月15日に陸軍少将に任命され騎兵第3旅団長となる。1924年（大正13年）2月4日に軍馬補充部附、その後、1925年（大正14年）5月1日に待命、同月25日に予備役に編入された。

## 栄典
- 1897年（明治30年）10月15日 - 正八位[4]
- 1899年（明治32年）12月26日 - 従七位[5]
- 1922年（大正11年）9月11日 - 正五位[6]

## 家族
- 妻: マツ江
- 子女: 道子（夫：田中実）
- 孫: 満子（夫: 黒田正隆 )